# Atletisme als Jocs Olímpics d'Estiu de 1896 - 800 metres homes
La cursa dels 800 metres masculins era la segona cursa més llarga de les quatre curses de pista que es disputaren durant els Jocs d'Atenes de 1896. Les dues sèries preliminars, en què es distribuïren els nou atletes participants, es disputaren el 6 d'abril de 1896. Els dos primers classificats passaren a la final, que es disputà el 9 d'abril.

## Medallistes
| Gold        | Silver      | Bronze            |
| Teddy Flack | Nándor Dáni | Dimítrios Golemis |

## Resultats

### Sèries
Les dues sèries preliminars es van disputar el 6 d'abril. Els dos primers de cadascuna passa a la final.

#### Sèrie 1
| Posició | Atleta          | Temps      |
| ------- | --------------- | ---------- |
| 1       | Teddy Flack     | 2' 10,0"   |
| 2       | Nándor Dáni     | 2' 10,2"   |
| 3       | Friedrich Traun | desconegut |
| 4       | George Marshall | desconegut |

Teddy Flack, d'Austràlia guanya la primera sèrie amb un temps de 2' 10". Nándor Dáni, d'Hongria arriba segon.

#### Sèrie 2
| Posició | Atleta                | Temps      |
| ------- | --------------------- | ---------- |
| 1       | Albin Lermusiaux      | 2' 16,6"   |
| 2       | Dimítrios Golemis     | 2' 16,8"   |
| 3       | Georges de la Nézière | desconegut |
| 4       | Ànguelos Fetsis       | desconegut |
| 5       | Dimítrios Tomprof     | desconegut |

Albin Lermusiaux, de França, guanya la segona sèrie amb un temps de 2' 16" 6. Dimítrios Golemis, de Grècia queda segon.

### Final
| Posició | Atleta            | Temps    |
| ------- | ----------------- | -------- |
| Or      | Teddy Flack       | 2' 11,0" |
| Argent  | Nándor Dáni       | 2' 11,8" |
| Bronze  | Dimítrios Golemis | 2' 28,0" |
| –       | Albin Lermusiaux  | DNS      |

DNS: No comença
La final sols la van córrer tres atletes, ja que Lermusiaux va decidir no sortir. Flack va guanyar la final, amb Dáni trepitjant-li els talons. Més distanciat va arribar Golemis.